# Eaton Corporation
Eaton Corporation este un grup industrial american cu operațiuni în zona de electrică, hidraulică și aerospațială.
Cifra de afaceri în 2012: 18 miliarde dolari 

## Eaton Corporation în România
În iunie 2013, grupul avea în jur de 2.300 de angajați în România prin intermediul a trei entități care au sedii în București, Baia Mare și Arad.
Din aceștia, în jur 2.000 de angajați lucrau pentru Eaton Electro Producție, companie care deține o fabrică la Sârbi, județul Maramureș și în care se produc aparate electrotehnice precum întrerupătoare, contactoare, siguranțe automate, cofete de distribuție sau accesorii pentru cofete de distribuție.
Aceasta este cea mai mare fabrică Eaton din zona Europa, Orientul Mijlociu și Africa (EMEA).
De asemenea, în jur de 200 de persoane erau angajate la Arad, unde grupul american deține fabrica Cooper în care se produc corpuri de iluminat.
Fabrica Cooper a fost deschisă în 2008, iar în 2012 a intrat în portofoliul Eaton ca urmare a unei tranzacții la nivel mondial în valoare de circa 13 miliarde de dolari.
Actuala Eaton Electric România este o companie înființată în decembrie 1997 cu capital integral german, ca reprezentantă în România a grupului Moeller.
Cifra de afaceri în 2012: 330 de milioane dolari 